# Charles van der Stappen
Pierre-Charles Van der Stappen (de su nombre Pierre Charles Vanderstappen, Saint-Josse-ten-Noode, 19 de diciembre de 1843 - Bruselas, 21 de octubre de 1910) escultor belga. 

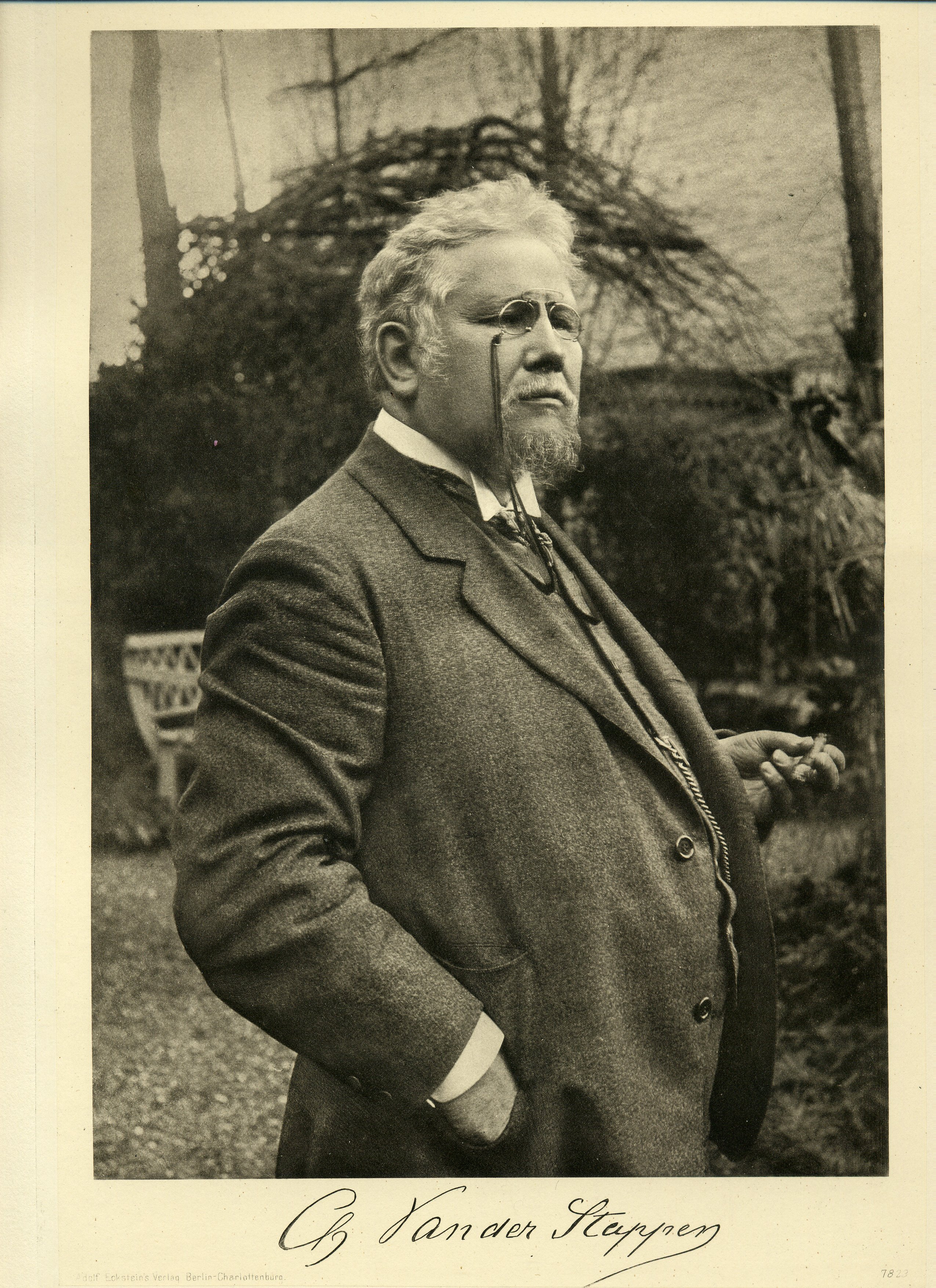
Charles van der Stappen, 1905

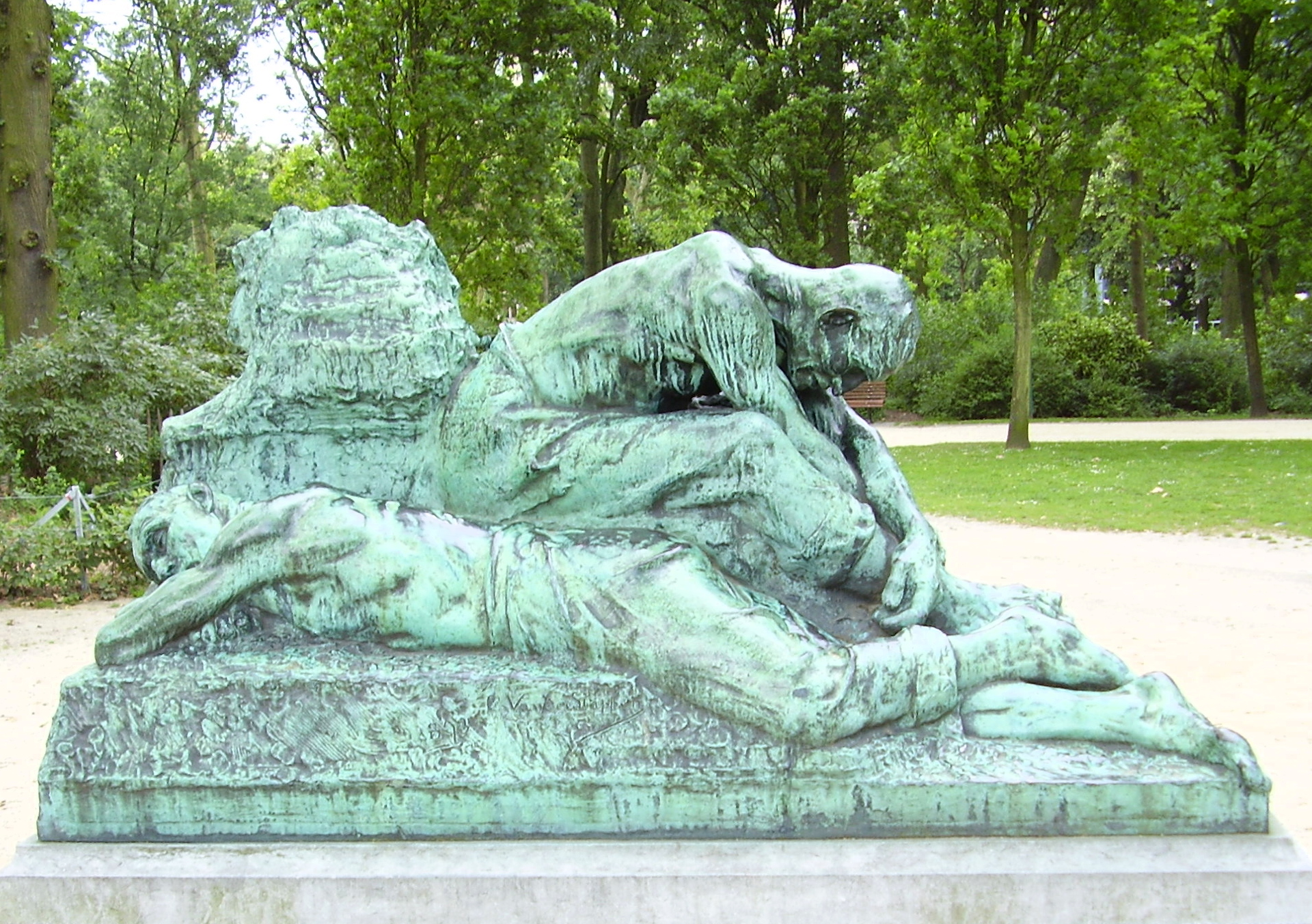
Les Bâtisseurs de villes

Estudió en la Académie Royale des Beaux-Arts de Bruxelles (1859-1868) y terminó su formación en París, Florencia y Roma. Sus obras evocan la escultura clásica griega y renacentista representando la escultura realista de su época. 
Enseñó en su academia de formación de la que también fue director y sus obras dieron prestigio a la institución. 

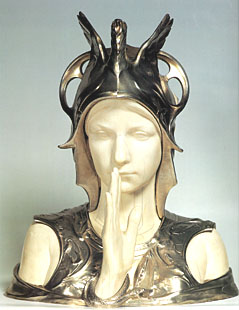
Le Sphinx mystérieux

En 1893, colaboró con Constantin Meunier en el proyecto de las 52 estatuas exteriores del Jardín Botánico de Bruselas.